# 邢台金牛大酒店
邢台金牛大酒店，屬於冀中能源股份旗下公司，前身在2009年成立的「金牛能源大酒店」，位于中国河北省邢台市中兴西大街193号。距離市区各大医院、车站、商场车程在10分钟，客房最高楼层为11层，属中华人民共和国国家旅游局认定的四星级旅游饭店。

## 概况
地面积4500平方米，建筑面积16000平方米，主楼高5层，高档客房122间套，床位211个，包括标间80间，大床房、商务间、特色间、套房等40间，VIP超豪华套房2间，餐飲方面，包括中餐宴会厅、咖啡厅、贵宾包间、法式铁板烧等。

## 外部連結
- 金牛大酒店 （页面存档备份，存于）